# María (tiểu thuyết)
María là một tiểu thuyết được viết bởi nhà văn người Colombia Jorge Isaacs từ năm 1864 đến năm 1867. Đây là một costumbrismo đại diện do phong trào lãng mạn Tây Ban Nha. Có thể xem đây là tác phẩm khởi đầu cho loạt criollist novel vào những năm 1920 và 1930 tại Mỹ Latinh.
Dù là tiểu thuyết duy nhất của Isaacs, María được xem là một trong những tác phẩm quan trọng nhật của văn học Tây Ban Nha châu Mỹ thế kỷ thứ 19. Alfonso M. Escudero xem nó như một tiểu thuyết tiếng Tây Ban Nha vĩ đại nhất. Phong cách lãng mạn của tiểu thuyết này được so với một trong những atala của Chateaubriand. Đặc điểm chính là sự mô tả phong cảnh và phong cách nghệ thuật văn xuôi.